# Kościół św. Anny w Grabowie
Kościół św. Anny w Grabowie – katolicki kościół filialny zlokalizowany we wsi Grabowo w gminie wiejskiej Stargard, w powiecie stargardzkim (województwo zachodniopomorskie). Jest filią parafii św. Józefa w Stargardzie.

## Historia i architektura
Kościół został wzniesiony w XIX wieku na miejscu wcześniejszej, XV-wiecznej świątyni, zniszczonej wskutek uderzenia pioruna w 1786 roku. Rozplanowany na rzucie prostokąta, murowany jest z cegły. Na początku XX wieku został poszerzony w kierunku zachodnim, zamurowano wówczas pierwotny portal w ścianie południowej. Na dachu znajduje się metalowa wieżyczka, umieszczona w miejscu dawnej, drewnianej sygnaturki. Teren wokół kościoła zajmuje otoczony murem dawny niemiecki cmentarz, z powojennymi polskimi pochówkami.
Wnętrze kościoła nakryte jest drewnianym stropem. W prezbiterium znajduje się XVIII-wieczny, barokowy ołtarz, przeniesiony z kościoła w Strachocinie. Na przykościelnej dzwonnicy zawieszony jest brązowy, XV-wieczny dzwon.
Po II wojnie światowej kościół został konsekrowany jako świątynia katolicka w 1947 roku.